# Arroyo Carpinchurí
Der Arroyo Carpinchurí, auch Arroyo Carpinchury, ist ein im Westen Uruguays gelegener Fluss.
Der zum Einzugsgebiet des Río Uruguay zählende Fluss entspringt nordöstlich des Cerro Santa Blanca bzw. südöstlich des Cerro del Escondite auf dem Gebiet des Departamento Paysandú. Von dort verläuft er westwärts bis zu seiner Mündung in den Arroyo Chapicuy Grande südwestlich von Chapicuy. Der Name Carpinchury hat dabei seinen Ursprung in der Sprache der Guaraní, wobei er eine Kombination aus kastilisch, sowie der Guaraní-Sprache darstellt.